# Salū Kolā
Salū Kolā (persiska: سلو كلا) är en ort i Iran.   Den ligger i provinsen Mazandaran, i den norra delen av landet, 170 km nordost om huvudstaden Teheran. Salū Kolā ligger 9 meter över havet och antalet invånare är 410.
Terrängen runt Salū Kolā är platt åt nordväst, men åt sydost är den kuperad. Runt Salū Kolā är det ganska tätbefolkat, med 111 invånare per kvadratkilometer. Närmaste större samhälle är Sari, 6,3 km öster om Salū Kolā. I omgivningarna runt Salū Kolā växer i huvudsak blandskog.